# María Eugenia Rencoret
María Eugenia Rencoret Ríos (Santiago, 11 de noviembre de 1964) es una productora ejecutiva chilena de telenovelas, que se desempeña como directora creativa de Área Dramática de Mega desde 2014. Rencoret también ha ocupado en el mismo cargo en Televisión Nacional de Chile, entre 2005 y 2013.

## Biografía
Nació el 11 de noviembre de 1964 en Santiago, hija de Manuel Rencoret Mönckeberg (n. 1928-f. 2010), ingeniero comercial, y María Eugenia Ríos Grove (n. 1931-f. 2019).  Tiene cuatro hermanos: María Bernardita, Manuel; arquitecto, Raimundo; administrador de empresa, y María Cecilia Rencoret.  Por vía paterna, es sobrina del presentador Jorge Rencoret.
Durante su infancia, la familia Rencoret residió durante cuatro años en Bogotá. Cursó sus estudios en el Colegio de los Sagrados Corazones en Providencia y luego ingresó a la carrera de Dirección y Producción Audiovisual en el Instituto Profesional de Ciencias y Artes (INCA-CEA), donde egresó en 1985.
Su práctica profesional la realizó en Televisión Nacional de Chile (TVN) en la telenovela Marta a las ocho.

## Carrera profesional
Desde el año 1986, a la edad de 20 años, comenzó a trabajar en el Área Dramática de Televisión Nacional de Chile, bajo la administración de la directora Ejecutiva, Sonia Fuchs, en donde inicialmente se desempeñó como asistente de dirección de Vicente Sabatini y Ricardo Vicuña.
En 1991, con la muerte de Fuchs y el despido de varios directores de planta, fue designada como directora de telenovelas del segundo semestre. En adelante, fue la encargada de Ámame, Tic Tac, Aquelarre y la telenovela con mayor audiencias para el canal estatal, Amores de mercado.
El 20 de noviembre de 2005, Rencoret es ascendida como la nueva directora de Área Dramática. Entre 2006 y 2009, Rencoret, junto al nuevo Gerente de Programación Vicente Sabatini y al Director de Producción de Contenidos Pablo Ávila, impulsan nuevas temáticas en el horario nocturno, desarrollando una serie de éxitos para TVN, con Alguien te mira, El señor de La Querencia y Dónde está Elisa.
En noviembre de 2013, luego de haber llegado acuerdo para la renovación de su contrato, el directorio de TVN se retractó y no visó su renovación. Esta medida provocó su renuncia a la televisora,  lo que desembocó en el fichaje de la profesional como Directora Ejecutiva de Área Dramática de Mega. Proceso que comenzó en 2014 con su llegada a la señal privada y que se mantiene hasta la actualidad con éxitos como Pituca sin lucas, Verdades ocultas y Perdona nuestros pecados, entre otras.

## Telenovelas

### Directora Ejecutiva Área Dramática
- 2025: Aguas de oro
- 2025: El jardín de Olivia
- 2024: Los Casablanca
- 2024: Nuevo amores de mercado
- 2024: El señor de La Querencia
- 2024: Al sur del corazón
- 2023: Generación 98
- 2023: Como la vida misma
- 2023-2025: Juego de ilusiones
- 2022: Hijos del desierto
- 2022: Hasta encontrarte
- 2022: La ley de Baltazar
- 2021: Amar profundo
- 2021: Pobre novio
- 2021: Demente
- 2021: Edificio corona
- 2019: 100 días para enamorarse
- 2019: Yo soy Lorenzo
- 2019: Juegos de poder
- 2018: Isla paraíso
- 2018: Casa de muñecos
- 2018: Si yo fuera rico
- 2017-2022: Verdades ocultas
- 2017: Tranquilo papá
- 2017-2018: Perdona nuestros pecados
- 2016: Amanda
- 2016: Ámbar
- 2016: Señores papis
- 2016: Te doy la vida
- 2016: Pobre gallo
- 2015: Eres mi tesoro
- 2015: Papá a la deriva
- 2014: Pituca sin lucas
- 2013: El regreso
- 2013: Somos los Carmona
- 2013: Socias
- 2013: Solamente Julia
- 2013: Dos por uno
- 2012: Separados
- 2012: Dama y obrero
- 2012: Pobre rico
- 2012: Reserva de familia
- 2011: Su nombre es Joaquín
- 2011: Aquí mando yo
- 2011: Esperanza
- 2011: El laberinto de Alicia
- 2011: Témpano
- 2010: La familia de al lado
- 2010: 40 y tantos
- 2010: Martín Rivas
- 2009: Conde Vrolok
- 2009: Los ángeles de Estela
- 2009: ¿Dónde está Elisa?
- 2008: Hijos del Monte
- 2008: El señor de La Querencia
- 2007: Amor por accidente
- 2007: Alguien te mira
- 2006: Floribella
- 2006: Disparejas
- 2005: Los treinta

### Directora general
- 2005: Versus
- 2004: Destinos cruzados
- 2003: Pecadores
- 2002: Purasangre
- 2001: Amores de mercado
- 2000: Santo ladrón
- 1999: Aquelarre
- 1997: Tic Tac
- 1996: Loca piel
- 1995: Juegos de fuego
- 1994: Rojo y miel
- 1993: Ámame

### Directora
- 1991: Volver a empezar
- 1990: El milagro de vivir
- 1989: A la sombra del ángel